# Rudolf III Saski
Rudolf III Saski (ur. przed 1367; zm. 11 czerwca 1419) – władca Saksonii-Wittenbergi od 1388 roku, elektor Saksonii. Pochodził z dynastii Askańczyków. 
Jako najstarszy syn przejął rządy po śmierci ojca Wacława. Brał udział w wojnach husyckich. Przez wiele lat trwał też spór Rudolfa z arcybiskupem Magdeburga. W 1419 roku został wysłany przez cesarza z poselstwem do Królestwa Czech, w celu zaprowadzenia tam spokoju. Po drodze został otruty. Pochowano go w klasztorze franciszkanów w Wittenberdze.
Rudolf III Saski dwukrotnie wstępował w związek małżeński. Między 1385 a 1387 rokiem poślubił Annę, córkę landgrafa Turyngii Baltazara, zmarłą 4 lipca 1395 roku. Z tego związku narodziła się 
- Scholastyka (1391/1395 - † 1463), żona Jana żagańskiego[1],

6 marca 1396 roku ożenił się z Barbarą, córką Ruprechta legnickiego i Jadwigi żagańskiej. Z tego związku narodziło się czworo dzieci:
- Rudolf IV († 1406),
- Wacław Starszy († 1407),
- Zygmunt Saski († 1407),
- Barbara (1405–1465), żona margrabiego brandenburskiego Jana Alchemika (1406–1464).

Po śmierci Rudolfa, wobec braku męskiego spadkobiercy, władzę przejął jego młodszy brat Albrecht III.